# Empathetic Parts
Empathetic Parts ist ein Jazzalbum von Mike Reed’s Loose Assembly mit Roscoe Mitchell. Die bei einem Konzert am 7. November 2009 im Chicagoer Veranstaltungsort The Hideout entstandenen Aufnahmen erschienen 2010 auf 482 Music.

## Hintergrund
Mike Reeds Formation „People, Places & Things“ bereiteten sich gerade auf das Umbrella Music Festival 2009 in Chicago vor, als der geplante Gast der Band, der Kornettist Bobby Bradford aus Los Angeles, verletzt wurde und die Reise von der Westküste aus nicht antreten konnte. Der Bandleader, der kurz zuvor zum stellvertretenden Vorsitzenden der Organisation Association for the Advancement of Creative Musicians (AACM) ernannt worden war, hatte zwei Ideen: die AACM-Legende Roscoe Mitchell, mit der er kürzlich gespielt hatte, zu verpflichten und ihn in ein neues erweitertes Werk von Reeds anderer Band, der nach den Ideen des AACM modellierten Formation „Loose Assembly“, einzubinden. Zur weiteren Besetzung des Albums gehören der Altsaxophonist Greg Ward, die Cellistin Tomeka Reid, der Vibraphonist Jason Adasiewicz und der Bassist Joshua Abrams. Das Album enthält auch den Titel I’ll Be Right Here Waiting des AACM-Musikers Steve McCall.
Das Album wird dominiert von dem langen Titeltrack, einer episodischen Arbeit, die sich um das Konzept des „kollektiven Arrangierens“ dreht und in der Reed die Verantwortung für kontrollierte Improvisation gleichermaßen auf seine Bandmitglieder verteilt, schrieb Troy Collins. Jedes Mitglied ist dabei abwechselnd Dirigent und Sideman und so leiten die Ensemblemitglieder nacheinander mit Techniken, die Reed von seinen Kollegen, dem Cellisten Fred Lonberg-Holm und dem Posaunisten Jeff Albert übernommen hat. „Mit Stücken, die Übergänge zwischen Abschnitten erleichtern sollen, wechselt das Stück elegant zwischen unterschiedlichen Stimmungen und verleiht dem Verfahren einen naturalistischen Fluss. Die Suite bewegt sich episodisch von freien Überlegungen zu gewundenen Themen und erkundet während ihrer 33-minütigen Dauer eine Vielzahl von Stimmungen, von spektralem Pointillismus und meditativen Ostinatos bis hin zu brüchiger Abstraktion und lebhaftem Swing, wobei den Beiträgen des Gastsolisten viel Platz eingeräumt wird.“ Ein Arrangement von Steve McCalls I’ll Be Right Here Waiting beleuchtet das lyrische Zusammenspiel von Mitchells und Wards widerhallenden Stimmen auf dem Altsaxophon und beendet den Festivalauftritt.

## Titelliste

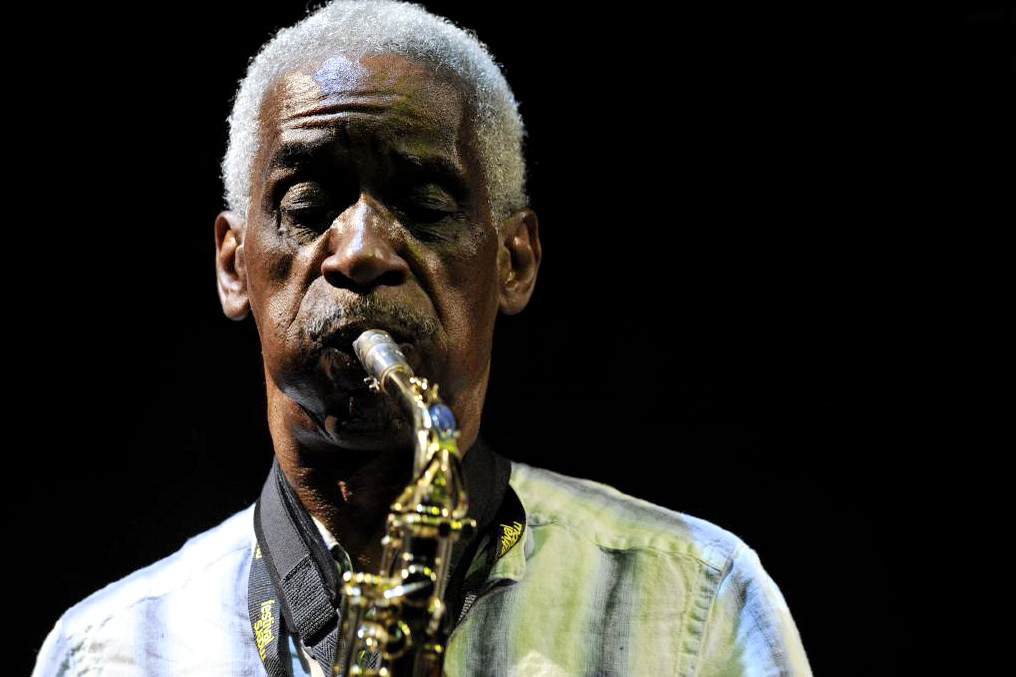
Roscoe Mitchell auf dem moers festival 2009

- Mike Reed’s Loose Assembly Featuring Roscoe Mitchell: Empathetic Parts (482 Music 482-1074)[3]
  1. Empathetic Parts – 33:49
  2. I’ll Be Right Here Waiting – 8:09

## Rezeption
Lloyd Sachs schrieb in JazzTimes, Mitchell habe wenig Zeit gehabt, um sich auf die Musik vorzubereiten, die live im Hideout aufgenommen wurde; jedoch passe die offene, netzartige Struktur von „Empathetic Parts“ perfekt zu ihm. Während Mitchell mit seinem wimmelnden Sopransaxophon die Mitte niederhalte und dann Dissonanzen auf dem Altsaxophon erzeuge, bewegten sich ständig wechselnde Fraktionen der „Loose Assembly“ um ihn herum und interagierten mit ihm, normalerweise zu zweit oder zu dritt. Elegant, ohne nostalgisch zu sein, poliere „Loose Assembly“ das Air-Juwel I’ll Be Right Here Waiting mit großer Sorgfalt und Gefühl.
Nach Ansicht von Troy Collins, der das Album in All About Jazz rezensierte, schaffe Mitchells sympathische Beziehung zu Reeds jungem Quintett ein historisches Kontinuum, das auf seine frühen Tage als Gründer des Art Ensemble of Chicago zurückgehe, eines wegweisenden Kollektivs, dessen Einfluss auf dieses Konzert sowohl unbestreitbar als auch beabsichtigt sei. Empathetic Parts, ein generationenübergreifendes Gipfeltreffen zwischen einem der wichtigsten Gründer der Organisation und ihrem Erben in der jüngeren Generation, verkörpere das Credo der AACM, „Great Black Music, Ancient to the Future“.